# Benny Mario Travas
Benny Mario Travas (* 21. November 1966 in Karatschi, Pakistan) ist ein pakistanischer Geistlicher und römisch-katholischer Erzbischof von Karatschi.

## Leben
Benny Mario Travas empfing am 7. Dezember 1990 die Priesterweihe für das Erzbistum Karatschi.
Nach sieben Jahren in der Pfarrseelsorge erwarb er 1997 an der Päpstlichen Universität Urbaniana das Lizenziat in Kanonischem Recht. Nach seiner Rückkehr in die Heimat wurde er Generalvikar des Erzbistums Karatschi und gleichzeitig Rektor des Knabenseminars sowie Professor am National Catholic Institute of Theology in Karatschi. Weiterhin war er Diözesanrichter und Mitglied des Konsultorenkollegiums und des Priesterrates des Erzbistums. Während der neunmonatigen Sedisvakanz war er bis zu seiner Ernennung zum Bischof Apostolischer Administrator des Bistums Multan.
Am 29. Mai 2015 ernannte ihn Papst Franziskus zum Bischof von Multan. Die Bischofsweihe spendete ihm der Apostolische Nuntius in Pakistan, Erzbischof Ghaleb Moussa Abdalla Bader, am 15. August desselben Jahres. Mitkonsekratoren waren der Erzbischof von Karatschi, Joseph Coutts, und der Erzbischof von Lahore, Sebastian Francis Shah OFM.
Am 28. Oktober 2016 ernannte ihn Papst Franziskus zum Mitglied der Kongregation für den Gottesdienst und die Sakramentenordnung.
Papst Franziskus ernannte ihn am 11. Februar 2021 zum Erzbischof und Metropoliten von Karatschi. Die Amtseinführung fand am 11. April desselben Jahres statt.
Seit der Suspendierung von Erzbischof Sebastian Francis Shah OFM am 15. August 2024 verwaltet er zusätzlich das Erzbistum Lahore als Apostolischer Administrator.